# Svrčinovec
Svrčinovec (Hongaars: Fenyvesszoros) is een Slowaakse gemeente in de regio Žilina, en maakt deel uit van het district Čadca.
Svrčinovec telt 3.509 inwoners.